# Nordafrikansk gundi
Nordafrikansk gundi (Ctenodactylus gundi) är en däggdjursart som först beskrevs av Rothmann 1776.  Ctenodactylus gundi ingår i släktet Ctenodactylus och familjen kamfingerråttor. IUCN kategoriserar arten globalt som livskraftig. Inga underarter finns listade.

## Utseende
Denna gnagare når en kroppslängd (huvud och bål) av 15 till 23 cm, en svanslängd av 2 till 4,5 cm och en vikt av 185 till 395 g. Arten påminner om ett litet marsvin men det finns ingen närmare släktskap mellan dessa djur. Den mjuka och täta pälsen har på ovansidan en ljusbrun färg som kan vara lite gråaktig på grund av den gråa underullen. På buken är pälsen ännu ljusare och lite gulaktig. Öronen är avplattade och nästan nakna förutom korta vita hår vid kanten. Liksom andra kamfingerråttor har nordafrikansk gundi en kam av styva hår vid bakfötterna.

## Utbredning och habitat
Nordafrikansk gundi förekommer söder om Atlasbergen från Marocko till nordvästra Libyen. Den vistas där i kulliga områden och upp till 2300 meter höga bergstrakter. Habitatet utgörs av klippiga områden med sparsam vegetation.

## Ekologi
Individerna vilar bakom stora stenar, i bergssprickor, i grottor eller i konstruktioner som skapades av människor. De äter bara växtdelar och anpassar sig till levnadsområdets vegetation. Gräs, örter och blad ingår i födan. Nordafrikansk gundi kan klättra i buskar och låga träd.
En hane, upp till 10 honor och deras ungar bildar en liten koloni. De har ett revir som markeras med avföring och som försvaras mot andra artfränder. Territoriets storlek är beroende på tillgång till föda. Reviret kan vara 680 till 5500 m² stort. Individerna är aktiva på dagen men de vilar under dagens hetaste timmar. För kommunikationen har de olika läten.
När parningstiden börjar jagas kolonins ungkarlar iväg av alfahanen och av honorna. Honor har vanligen två kullar per år, den första i februari eller mars och den andra i april eller maj. Dräktigheten varar cirka 73 dagar och sedan föds upp till tre ungar per kull. Ungarna har redan päls och öppna ögon vid födelsen. De kan från början gå och äta fast föda. Ungen diar sin mor eller sällan en annan hona från samma koloni cirka 6 veckor. Efter 7 till 9 månader är ungarna könsmogna.
Artens största naturliga fiender är ormar som kan krypa till gnagarens gömställen. Nordafrikansk gundi jagas dessutom av rovfåglar, av rävar och av andra hunddjur.